# Silnice I/62
Silnice I/62 je česká silnice I. třídy vedoucí Ústeckým krajem. Její celková délka činí 37,281 km. Začíná v Ústí nad Labem na křižovatce se silnicí I/30 a vede údolím Labe přes Děčín, tam křižuje I/13). Silnice končí na hraničním přechodě s Německem Hřensko–Schmilka. Dále pokračuje jako německá spolková silnice č. 172 směrem na Bad Schandau a Drážďany.
Vzhledem k tomu, že silnice prochází Hřenskem v nadmořské výšce 130 m n. m., jedná se také o nejníže položenou silnici v Česku.
V roce 2018 byla dokončena přeložka v úseku Děčín–Vilsnice včetně mimoúrovňové křižovatky.
Mostní objekty na silnici I/62 v Hřensku jsou tabulkami označeny dvojím číslováním – pro silnici II/261 a pro silnici I/62. Silnice II/261 vede po pravém břehu od Liběchova až do Děčína a do roku 1997 byla její součástí i pravobřežní silnice mezi Děčínem a Hřenskem, která je dnes v Děčíně navázána na levobřežní silnici I/62 z Ústí nad Labem do Děčína. Tato komunikace byla do té doby vedena jako silnice II/253.

## Modernizace silnice
| Číslo | Název                            | Délka  | Kategorie | Zahájení výstavby | Uvedení do provozu | Křižovatky |
| ----- | -------------------------------- | ------ | --------- | ----------------- | ------------------ | ---------- |
| U59   | Děčín–Vilsnice                   | 1,8 km | 13/50     | 09/2016           | 07/2018            |            |
| U84   | Ústí nad Labem, OK Krásné Březno | —      | —         | 04/2023           | 12/2023            |            |

### Plánované přeložky

#### V přípravě
- OU Hřensko – státní hranice
- Suchá Kamenice – OU Hřensko
- Podskalí
- Děčín–Loubí
- Neštědice–Roztoky
- MÚK Tonaso – Mojžíř – Neštědice

#### Studie staveb
- Děčín–Hřensko – Rekonstrukce na S 7,5/70